# Канізіянум

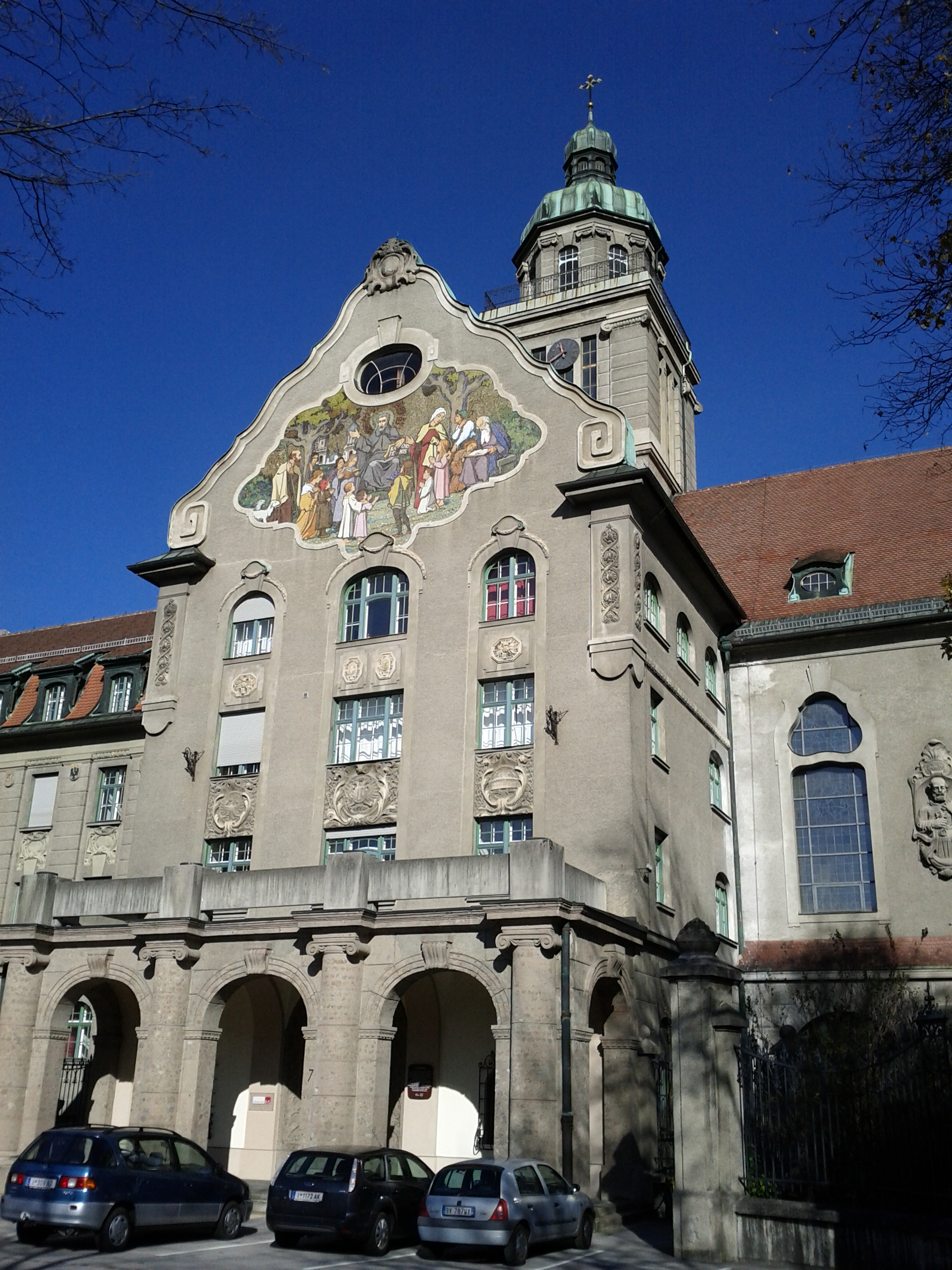
Колегія Canisianum в Інсбруці. Головний вхід. 2011 р.

47°16′28″ пн. ш. 11°23′58″ сх. д. / 47.2744° пн. ш. 11.3994° сх. д.
Єзуїтська колегія Канізіянум (лат. Canisianum) — навчальний заклад отців єзуїтів у Інсбруку, (Австрія).

## Історія
Заснована в Інсбруку 1562 р. єзуїтом Петром Канізієм (італ. Pietro Canisio, проголошений святим у 1925 р.) і відтоді її почали називати Канізіанум (лат. Canisianum). Петро Канізій був засновником й інших колегій: перед тим в Мюнхені (1559 р.), а опісля в Діллінгені (1563 р.) і Вюрцбурґу (1567 р.). 1677 р. за згодою Риму і Відня колегія була піднесена до рівня університету. 1773 р. по скасуванні єзуїтського ордену, університет перетворений на ліцей, а 1826 р. відновлено статус університету, але вже без богослов'я. 1832 р. єзуїти повернулися на професорські посади і 1856 р. богослов'я знову повернено до навчальної програми, а колегія прилучена до Інсбруцького університету.
Сучасна будівля збудована у 1910–1911 за ректорства Міхаеля Гофманна, тому офіційно відлік часу від заснування колегії ведеться саме з цього періоду. В 1938 р. колегію було замкнено і знову відновлено 1945 р.

## Українські студенти в колегії Канізіанум
Українські студенти почали записуватися на навчання до Канізіануму в 1899 р. Першим студентом з Галичини був Йосиф Жук (записався 17 жовтня 1899 р.) — пізніше греко-католицький священник в США, а згодом засновник і перший предстоятель Української православної церкви в Америці.
У Канізіанумі навчались священники та єпископи Української греко-католицької церкви та інших греко-католицьких церков візантійського обряду першої половини XX ст.
1. Єпископ Йосиф Боцян
2. Блаженний єпископ Никита Будка
3. Митрополит Костянтин Богачевський
4. Отець Теодосій Галущинський
5. Єпископ Іван Лятишевський
6. Єпископ Янко Шімрак
7. Блаженний отець Андрій Іщак
8. Верховний архієпископ і кардинал Йосиф Сліпий
9. Блаженний отець Климентій Шептицький
10. Єпископ Йоаким Сеґеді
11. Отець Михайло Мельник, пізніше єпископ УПЦ
12. Верховний архієпископ Мирослав Іван Любачівський
13. Єпископ Іван Стах
14. Отець Яким Фещак[2]
15. Отець Петро Кашуба

### Вебсайт колегії
- http://www.canisianum.at [Архівовано 1 квітня 2017 у Wayback Machine.]